# Дешулан
Дешула́н (рос. Дешулан) — село у складі Ульотівського району Забайкальського краю, Росія. Входить до складу Ніколаєвського сільського поселення.

## Населення
Населення — 249 осіб (2010; 323 у 2002).
Національний склад (станом на 2002 рік):
- росіяни — 99 %